# Örbyhus härads valkrets
Örbyhus härads valkrets var vid valet 1908 till andra kammaren en egen valkrets med ett mandat till Sveriges riksdags andra kammare. Den avskaffades vid andrakammarvalet 1911 då hela länet sammanfördes i Uppsala läns valkrets. Endast en politiker kom att bli invald i valkretsen eftersom den existerade under bara en mandatperiod.

## Riksdagsman
- Karl August Borg (1909-1911), s

## Valresultat

### 1908
| Andrakammarvalet i Sverige 1908: Örbyhus härads valkrets | Andrakammarvalet i Sverige 1908: Örbyhus härads valkrets | Andrakammarvalet i Sverige 1908: Örbyhus härads valkrets | Andrakammarvalet i Sverige 1908: Örbyhus härads valkrets | Andrakammarvalet i Sverige 1908: Örbyhus härads valkrets |
| Kandidat                                                 | Kandidat                                                 | Röster                                                   | Röster                                                   | Röster                                                   |
| Kandidat                                                 | Kandidat                                                 | Antal                                                    | %                                                        | +− %                                                     |
| -------------------------------------------------------- | -------------------------------------------------------- | -------------------------------------------------------- | -------------------------------------------------------- | -------------------------------------------------------- |
|                                                          | Karl August Borg                                         | 1 151                                                    | 53,1                                                     |                                                          |
|                                                          | Karl Anton Antonsson (frisinnad)                         | 1 016                                                    | 46,9                                                     |                                                          |
|                                                          | Övriga kandidater                                        | 1                                                        | 0,0                                                      | —                                                        |
| Antal giltiga röster                                     | Antal giltiga röster                                     | 2 168                                                    |                                                          |                                                          |
| Kasserade röster                                         | Kasserade röster                                         | 12                                                       |                                                          |                                                          |
| Totalt                                                   | Totalt                                                   | 2 180                                                    |                                                          |                                                          |

Valet hölls den 13 september 1908. Valkretsen hade 25 855 invånare den 31 december 1907, varav 2 682 eller 10,4 % var valberättigade. 2 180 personer deltog i valet, ett valdeltagande på 81,3 %.